# Зверев (село)
Зве́рев (укр. Звірів) — село в Подгайцевской сельской общине Луцкого района Волынской области Украины.
До 2020 года входило в Киверцовский район.
Код КОАТУУ — 0721883601. Население по данным 2025 года составляет 631 человек. Население по переписи 2001 года составляло 670 человек. Почтовый индекс — 45250. Телефонный код — 3365. Занимает площадь 3,464 км².